# لارا بيلمونت
لارا بيلمونت (بالإنجليزية: Lara Belmont) هي ممثلة ، ولدت في 1980 بأكسفورد في المملكة المتحدة.

## وصلات خارجية
- لارا بيلمونت على موقع IMDb (الإنجليزية)
- لارا بيلمونت على موقع أول موفي (الإنجليزية)
- لارا بيلمونت على موقع قاعدة بيانات الأفلام السويدية (السويدية)
- لارا بيلمونت على موقع قاعدة بيانات الفيلم (الإنجليزية)